# Динкар
Рамдхари Синх Динкар (англ. Ramdhari Singh Dinkar; 23 сентября 1908, Симария, Британская Индия — 24 апреля 1974, Мадрас, Индия) — индийский поэт, эссеист и переводчик. Писал на языке хинди. Родился в деревне Симария (Бихар). Учился в университете города Патны. С середины 1930-х годов активно участвовал в политической жизни Индии. Несколько лет был членом законодательного собрания штата Бихар. В 1961 году во главе делегации литературной Академии Динкар посетил СССР.
Динкар изучал английскую литературу. Значительное влияние на него оказали М. Икбал, Р. Тагор, Китс и Мильтон. Определенное влияние и на мировоззрение и на творчество Динкара оказали идеи М. К. Ганди. Динкар выступал и как переводчик. Перевел работы Р. Тагора с бенгали на хинди. Среди сочинений Динкара поэтические сборники, сборники статей и эссе.

## Сочинения
Сборники
- 1929 — Победа в Бардоли
- 1938 — Призыв к бою
- 1940 — Песни борьбы
- 1946 — Свет и тень
- 1951 — Слезы истории
- 1954 — Дели
- 1956 — Горизонты
- 1964 — Уголь и поэзия

Поэмы «Нарушенная клятва» (1930), «Курукшетра» (1946), «Колесничий» (1952), «Урваши» (1961), «Ожидание Парашурамы» (1963). Очерки о литературе, культуре и языке.

### На русском языке
- Динкар. Синий лотос / Под ред. К. Ваншенкина ; [Послесл. и примеч. С. Трубниковой]. — М.: Прогресс, 1965. — 127 с.
- Праздник огней. Современная поэзия хинди. — М., 1973. — С. 59-69.